# ISO 3166-2:AQ
Kódy ISO 3166-2 pro Antarktidu neidentifikují žádné regiony (stav v roce 2015).